# Ctypansa leyna
Ctypansa leyna là một loài bướm đêm trong họ Noctuidae.